# Jadwiga Kiwerska
Jadwiga Kiwerska (ur. 1954 w Poznaniu) – polska historyk i politolog.

## Życiorys
W 1977 roku ukończyła studia, a w 1980 roku obroniła doktorat na Uniwersytecie im. Adama Mickiewicza (UAM) w Poznaniu (rozprawa pod tytułem: Rozpad Imperium Brytyjskiego w Afryce, promotorem pracy był Stanisław Sierpowski). Habilitowała się w 1995 roku na podstawie rozprawy Między izolacjonizmem a zaangażowaniem. Europa w polityce Stanów Zjednoczonych od Wilsona do Roosevelta. Od 1995 roku na stanowisku profesora nadzwyczajnego, od 2002 roku – profesor zwyczajny.
Od 1978 roku pracownik naukowy Instytutu Zachodniego w Poznaniu. Była członkiem SZSP i PZPR. Profesor Wyższej Szkoły Nauk Humanistycznych i Dziennikarstwa w Poznaniu.

## Wybrane publikacje
- Rozpad Imperium Brytyjskiego w Afryce, wyd. 1989
- Słownik prezydentów amerykańskich, wyd. 1999
- Świat w latach 1989-2009. Wydarzenia-konflikty-procesy, wyd. 2009 (II-gie poszerzone)